# Bezirk Durbe
Der Bezirk Durbe (Durbes novads) war ein Bezirk im Westen Lettlands in der historischen Landschaft Kurzeme, der von 2009 bis 2021 existierte. Bei der Verwaltungsreform 2021 wurde der Bezirk aufgelöst, seine Gemeinden gehören seitdem zum Bezirk Dienvidkurzeme.

## Geographie
Das Gebiet lag östlich von Liepāja und war ländlich geprägt. Größtes Gewässer war der See von Durbe. Die Bahnlinie Riga-Liepāja durchlief den Bezirk in west-östlicher Richtung.

## Bevölkerung
Der Bezirk bestand aus den vier Gemeinden (pagasts) Dunalka, Durbe (Land), Tadaiķi und Vecpils sowie Durbe (Stadt). Dort war auch das Verwaltungszentrum im Dorf Lieģi. 3401 Einwohner lebten 2010 im Bezirk Durbe.

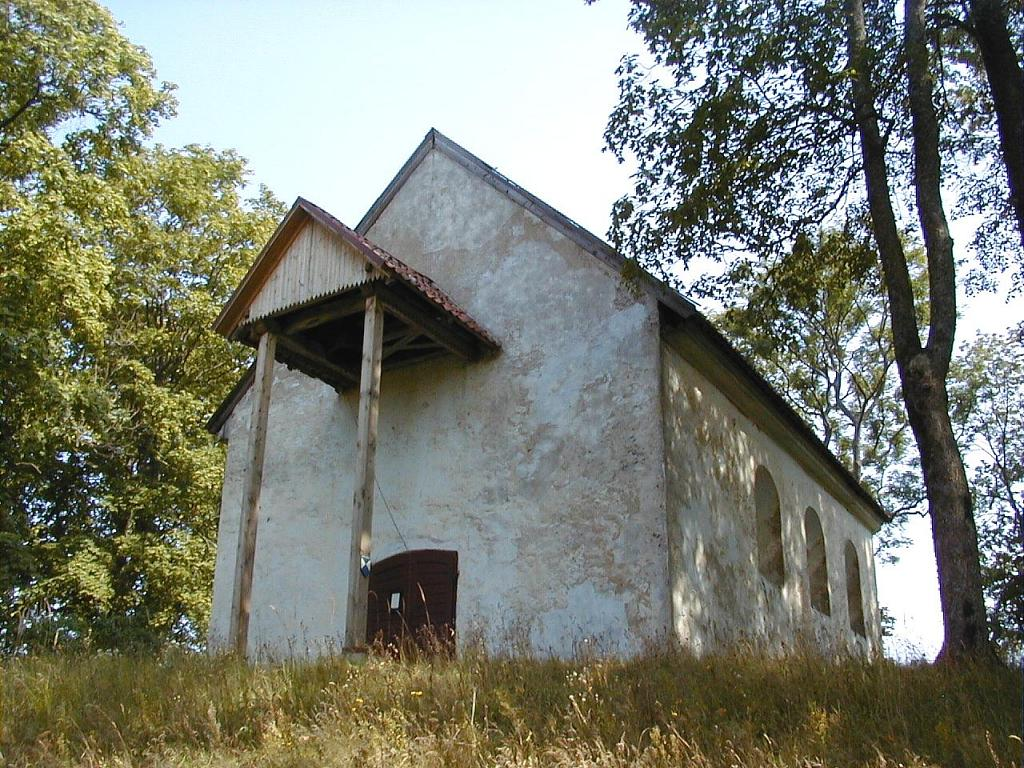
Lutherische Kirche von 1626, Ilmāja (Gemeinde Vecpils)
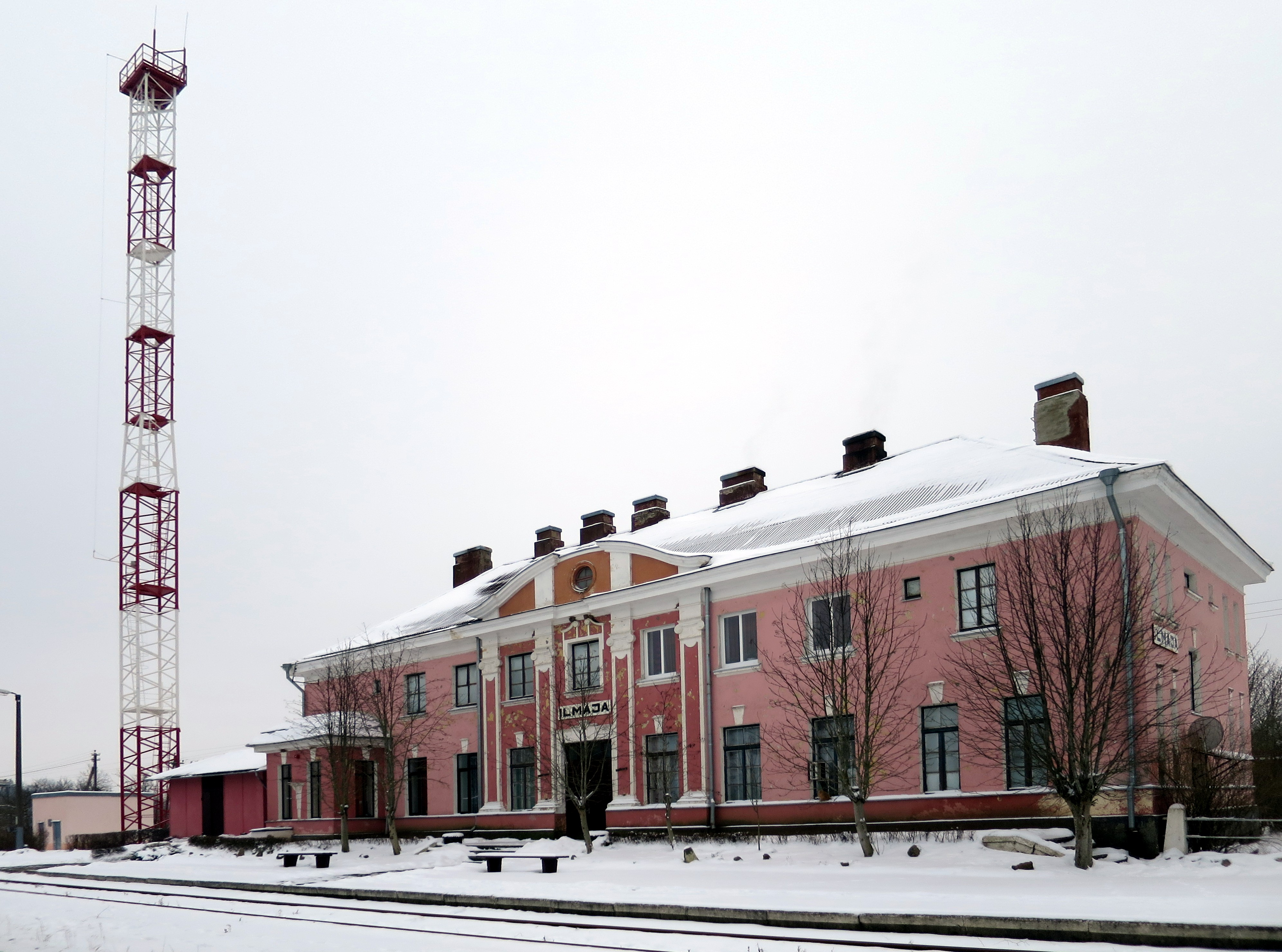
Bahnhof an der Bahnstrecke Jelgava–Liepāja, Ilmāja (Gemeinde Vecpils)
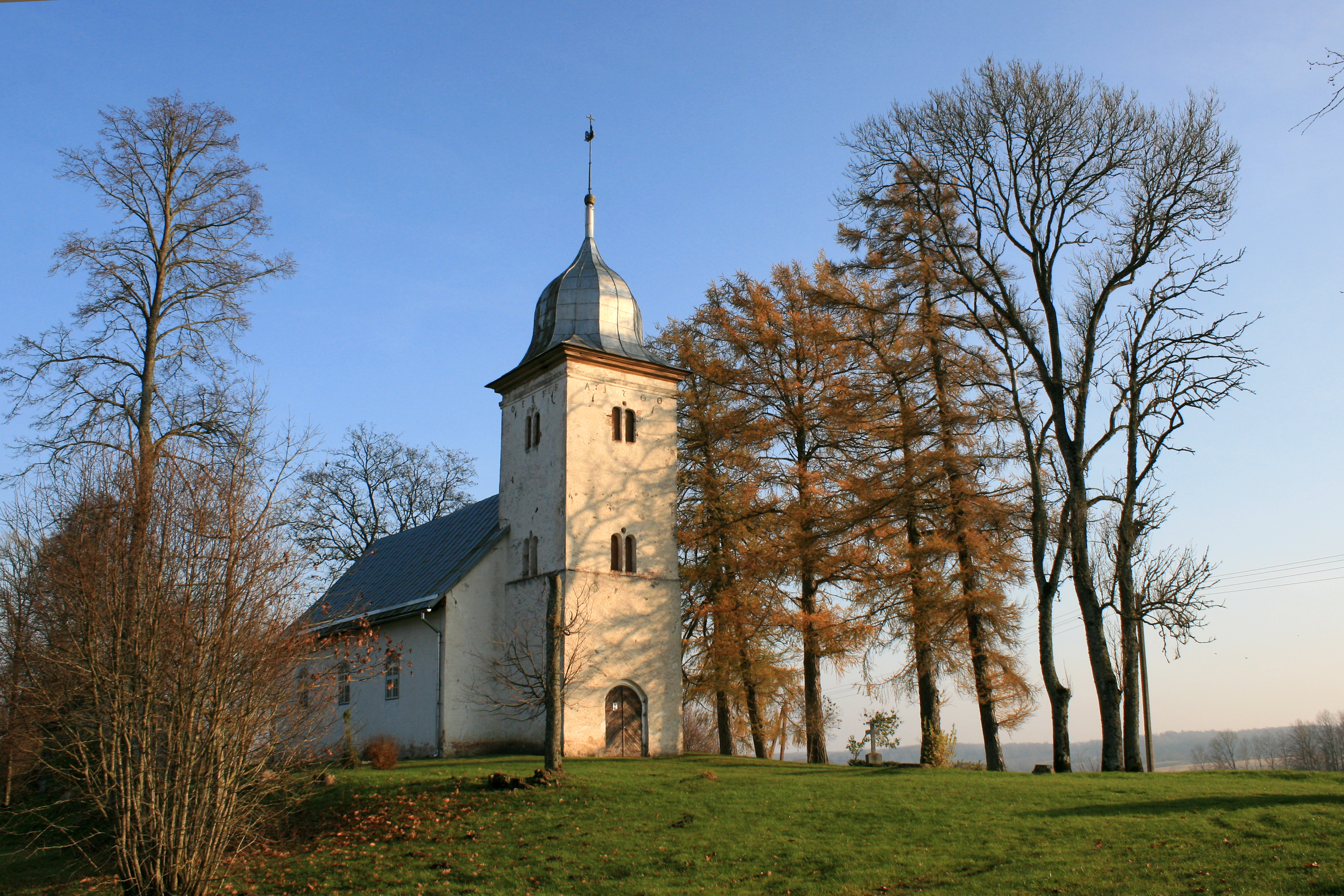
Katholische Kirche St. Lorenz in Vecpils, erbaut 1644

## Nachweise
1. ↑  Vides aizsardzības un reģionālās attīstības ministrija (Ministerium für Naturschutz und Regionalentwicklung), Karten und Auflistung der Verwaltungseinheiten, abgerufen am 17. Juli 2021